# Mustius serrulatus
Mustius serrulatus är en insektsart som beskrevs av Bolívar, I. 1886. Mustius serrulatus ingår i släktet Mustius och familjen vårtbitare. Inga underarter finns listade i Catalogue of Life.